# Valsta församling
Valsta församling är en församling i Märsta pastorat i Upplands södra kontrakt i Uppsala stift i Svenska kyrkan. Församlingen ligger i Sigtuna kommun i Stockholms län.

## Administrativ historik
Församlingen bildades 1998 genom en utbrytning ur Husby-Ärlinghundra församling. Församlingen var från 1998 till 2002 annexförsamling i pastoratet Husby-Ärlinghundra, Norrsunda, Skepptuna och Valsta för att därefter ingå i Märsta pastorat.

## Kyrkor
- Valsta kyrka